# Vino Srbije
V Srbiji je skoraj 70.000 hektarjev vinogradov, ki letno pridelajo približno 425.000 ton grozdja. Večina srbskih vin je pridelanih v lokalnih kleteh.
Srbska vinska industrija kaže znake občutne rasti, kar dokazuje letni mednarodni festival vina In Vino, ki od leta 2004 vsako leto poteka v Beogradu. Prav tako od leta 2010 na beograjskem sejmu poteka letni mednarodni sejem vin, imenovan "Beo Wine Fair". Od leta 2019 se srbska vinska industrija ekspanzijsko širi.  
Sezona trgatve v Srbiji se začne julija (prvo grozdje za svežo prehrano) in konča oktobra (zadnje grozdje za pridelavo vina).